# Rubén Cayetano García
Rubén Cayetano García (Marquelia, México, 10 de agosto de 1969) es un político mexicano, miembro del partido Movimiento Regeneración Nacional (Morena), es diputado federal para el periodo 2018 a 2021.

## Reseña biográfica
Rubén Cayetano es licenciado en Derecho egresado de la Universidad Autónoma de Guerrero, tiene estudios de diplomado en Derecho Procesal Civil y ha ejercido como docente.
Inicialmente miembro del Partido del Trabajo, fue su representante ante el Instituto Electoral y de Participación Ciudadana de Guerrero (IEPCGRO) en 2011. En 2012 inició su militancia en Morena, siendo secretario general del comité estatal en Guerrero hasta 2015, posteriormente fue representante de Morena ante el IEPCGRO en 2015 y en enlace federal del partido en la Costa Chica de Gurrero hasta 2018.
En 2018 fue electo diputado federal por el Distrito 8 de Guerrero postulado por la coalición Juntos Haremos Historia, a la LXIV Legislatura, integrando el grupo parlamentario de Morena. En la Cámara de Diputados ocupó los cargos de secretario de la comisión de Justicia; e integrante de las de Trabajo y Previsión Social; de Transparencia y Anticorrupción; y de Derechos Humanos.